# Antigua i Barbuda na Letnich Igrzyskach Olimpijskich 2000
Antiguę i Barbudę na Letnich Igrzyskach Olimpijskich 2000 reprezentowało 3 zawodników, 2 mężczyzn i 1 kobieta.

## Lekkoatletyka
Kobiety
- Heather Samuel
  - Bieg na 100 m – odpadła w 1 rundzie kwalifikacji
  - Bieg na 200 m – odpadła w 1 rundzie kwalifikacji

Mężczyźni
- N'Kosie Barnes
  - Bieg na 200 m – odpadł w 1 rundzie kwalifikacji

## Żeglarstwo
Mężczyźni
- James Karl
  - Laser – 39. miejsce